# Luidia denudata
Luidia denudata är en sjöstjärneart som beskrevs av Jean Baptiste François René Koehler 1910. Luidia denudata ingår i släktet Luidia och familjen sprödsjöstjärnor. Inga underarter finns listade i Catalogue of Life.